# 機械瞄具

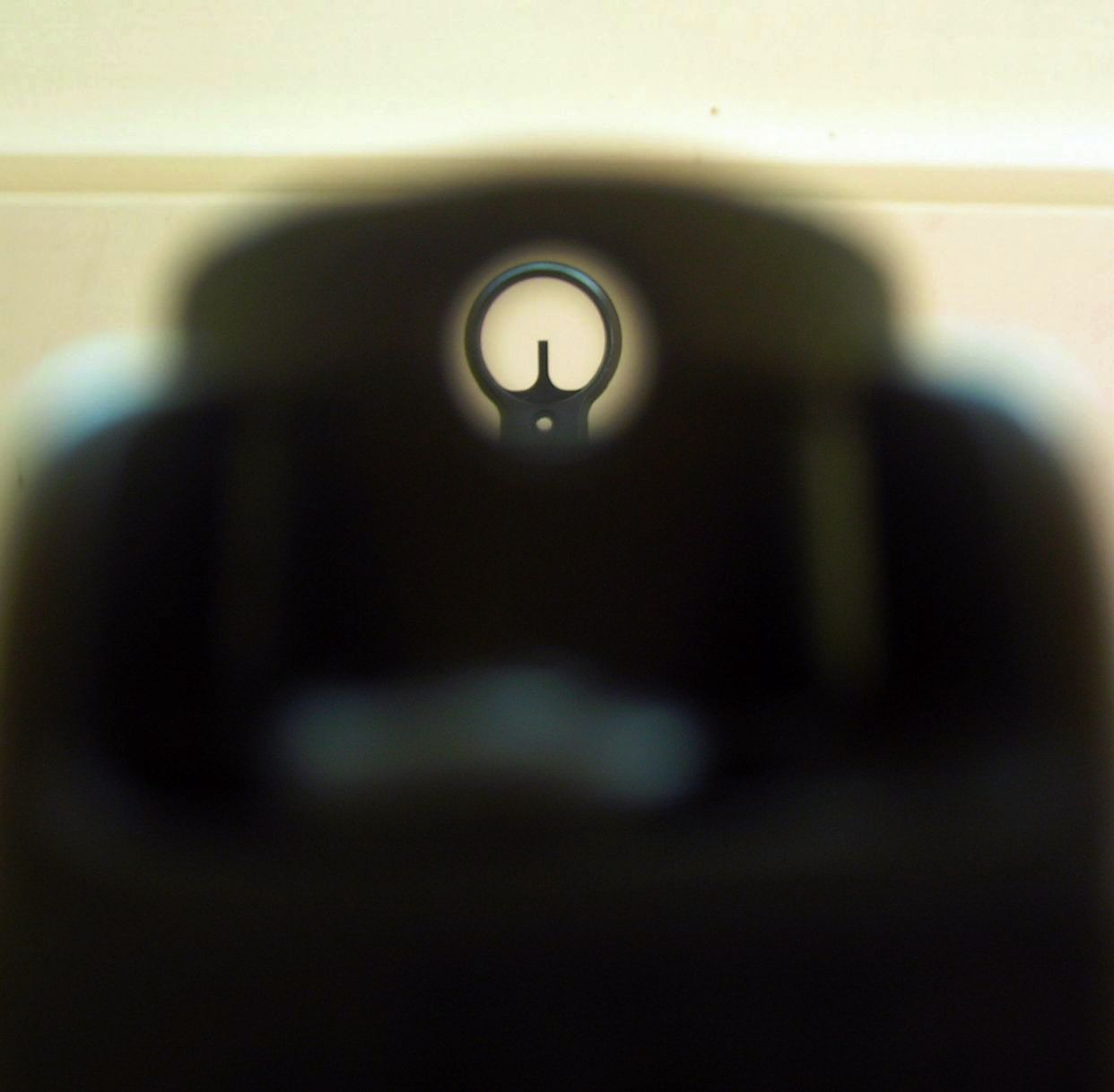
透過H&K MP5衝鋒槍機械瞄具所看到的視野。前方環形柱狀準星與後方覘孔連成一線，確保武器有正對目標。

機械瞄具（simple sights），俗稱「機瞄」（iron sights），是一種由金屬製的觀測設備，可用於將物件定位在同一直線上，輔助物件對準特定目標，可應用於槍械、十字弓、或望遠鏡。但應用光學原理的照準器（全息投影式或反射式皆然）則不在此定義範圍。
典型的機械瞄具由兩個組件構成：
- 照門（rear sight）在后方，通常在机匣后端上方，靠近觀測者的眼睛，形态有凹槽狀的開放式照門（open sight）和圓孔状的覘孔式照門（aperture sight，也称peep sight）两种；
- 準星（front sight）在前方，通常垂直安裝於枪管上，靠近枪口和觀測目標，型態有柱狀（post）、珠狀（bead）、坡状（ramp）或環狀（ring）。

霰弹枪、手枪和老式民用、獵用或警用步枪通常採取開放式瞄具；多數軍用戰鬥步槍則用覘孔式瞄具，有些现代的战术霰弹枪也会采用开孔较大的觇孔瞄具，称为“鬼环”（ghost ring）。
在射击时，射手会尽可能的把视线（line of sight或sightline）顺着照门中心和准星排列投射一条虚拟直线——即瞄准线（line of aim），然后在目光聚焦在准星上端的情况下再将瞄准线与选定的目标对齐——就是俗称的“三点一线”（照门、准星、目标对齐成为一条线），在瞄准稳定后即可以开火。这种基本瞄准法不需要依赖任何额外附件，但非常考验射手的肉眼目测能力，也容易受到环境光亮的干扰，而且通常只适合中、近距离的目标，因为准星本身会遮挡瞄准点正下方的部分视野，使得射手无法在抬高仰角射击远处目标时进行精准瞄准。在需要精确射击远处目标的时候，通常会使用光学原理的瞄准镜。
最早的機械瞄具是固定式的，且不易調整；現在多數機械瞄具都設計為可調式，可做風偏與彈道修正。在大部分现代实用射击（如狩獵、近身距离作战或远距离狙擊）中，機械瞄具常被瞄準鏡（包括中继透镜和棱镜两类设计）、反射瞄具、全息瞄具取代，但仍作为备用瞄具與其他瞄準設備“共视”（co-witnessing）並存，甚至與光學瞄具整合在一起。

## 原理
槍砲所用的子彈與砲彈也得遵守牛頓運動定律。當照門-準星-目標物連成一線時，得到了瞄準點'Point of Aim'（POA），接著由目標物的距離校正與子彈的拋物線，使產生擊中點'Point of Impact'（POI）與瞄準點重合。機械瞄具提供了水平與垂直的參考點，讓射手可以作為射擊依據。
照門通常裝置在槍管或機匣的鳩尾槽上，靠近射手眼睛使其容易對準。準星則利用鑲嵌、焊接、鎖固或是插入等方式裝置在槍管前端。有些準星設計有可拆卸的遮光罩防止炫光，如果遮光罩是圓形的，還可以幫助射手更直覺對準目標。
標準刀片型或是圓柱型的瞄具，射手會將準星對準照門中心，頂端切齊。因為眼睛只能同時對焦在同一個平面上，而照門、準星、目標物卻又彼此分開，因此眼睛該對焦在哪個點上取決於當時視線狀況。對射手而言將焦點維持在正確位置就是一種挑戰。
瞄準時的微小角度誤差，會使彈道軌跡大幅偏移，誤差隨著距離放大，使子彈無法擊中目標。以10公尺空氣步槍為例，射手的目標是位於10公尺外，直徑只有0.5mm的靶心（比賽術語稱「10環」），使用直徑4.5mm的子彈射擊時，瞄具可允許的誤差只有0.2mm。如在1000公尺外射擊，相同的瞄準誤差將產生100倍的偏移量（超過300mm）。
霰彈槍的瞄具是設計來射擊小型的移動目標（例如飛靶），因此瞄具機構不太一樣。它的後方照門直接取消，改以射手頭的位置做後方參考點；槍管前方則裝置圓珠型準星，並以明亮顏色塗裝（通常為黃銅色、銀色、白色或是螢光）。準星通常裝置在一塊高起來的板子上，使其能保持低溫，並減少高溫槍管產生的影像扭曲。散彈槍的瞄準方式與步槍及手槍不同，射手要將焦距擺在目標上，而失焦的槍管與準星則低於目標，降低量取決於目標是向上飛還是往下掉。這種瞄準法雖不比照門-準星連線來得準確，但卻快上許多，且散彈寬廣的彈著點也可以彌補瞄準時的誤差。

## 開放式瞄具

上圖表示各種開放式瞄具及一種讓眼睛輕鬆瞄準的覘孔式瞄具：A)U型照門與柱狀準星, B)派翠吉, C)V型照門與柱狀準星, D)快瞄, E) U型照門與珠狀準星, F)V型照門與珠狀準星, G)梯形, H)鬼環。灰點代表目標。

開放式瞄具一般用在後方照門與射手眼睛有段距離的狀況（例如手槍或機關槍）。這種設計雖然最不遮蔽射手視線，但也損失了精準度。前方準星通常為矩形的立柱或是圓珠，後方照門則為凹槽。瞄準時只需將準星移動至照門凹槽內，並將對準目標正下方。從射手視線看過去，準星與照門之間會有一些空隙，這個空隙的亮度有助射手確認準星是否在照門正中間。高低方向需把柱狀準星及後方照門頂端切齊，或是把圓珠準星移動到V型或U型照門的底端。瞄準目標時，若準星不在照門正中間，射擊方向會偏移；若準星高於照門，擊中點會高於目標；反之，準星低於照門時，擊中點則低於目標。

### 派翠吉瞄具

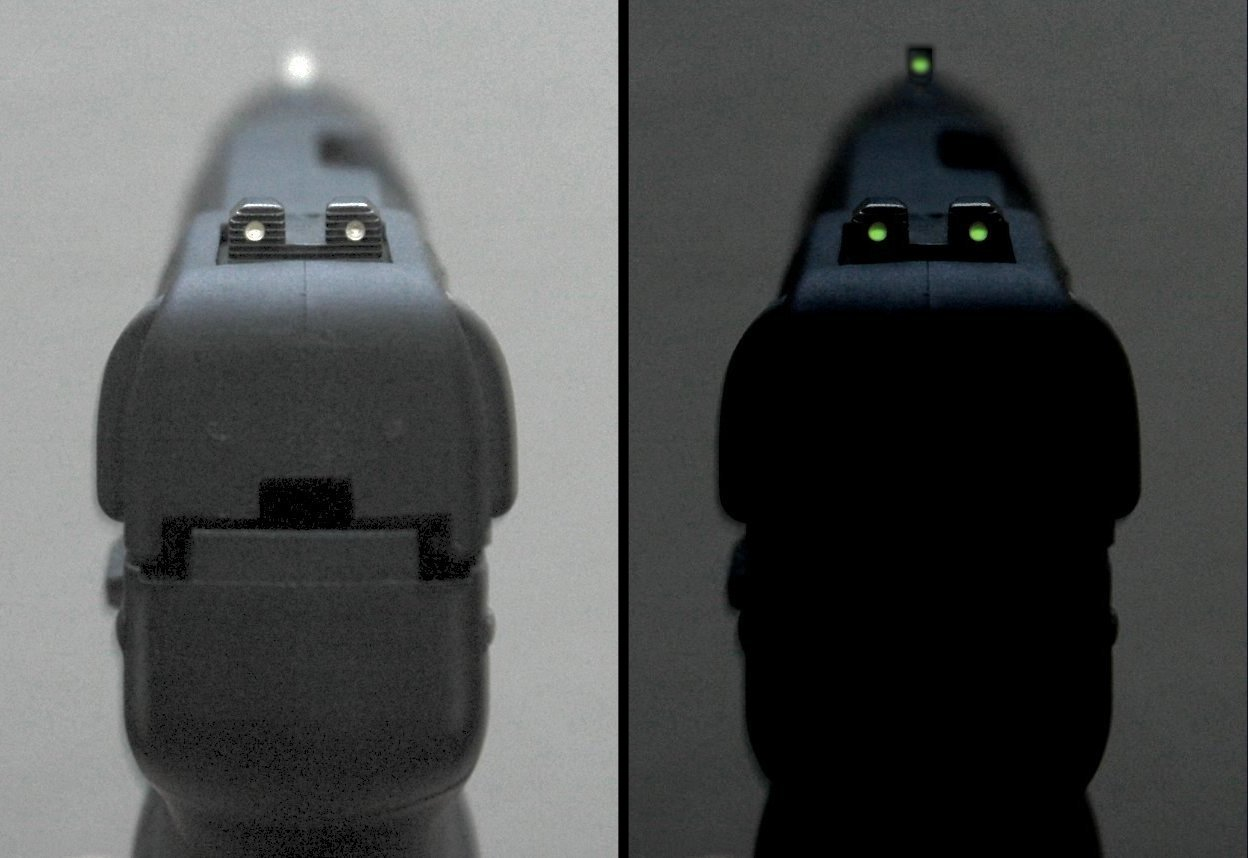
FN Five-seveN手槍上的派翠吉瞄具

派翠吉瞄具是以發明者-一位19世紀美國運動員的名字來命名。這種瞄具的準星设计成正方或長方立柱，搭配平底方形凹槽照門。看起來雖然跟一般開放式瞄具沒兩樣，但它能更精確對準高低方向，因而得到許多射手喜愛。衍生型則有V型與U型照門的款式。
其他常見的開放式瞄具還有鹿角式、半鹿角式以及快瞄。鹿角式瞄具是將照門兩側突起延長，並向內彎成接近環形，看上去有像是V型照門延長版。半鹿角式與鹿角式類似，不過兩側突起較短也較寬，V溝槽更明顯，是溫徹斯特步槍與馬林連桿來福槍的標準裝備。快瞄常用於大口徑來福槍，作為五大巨獸（獅、象、水牛、豹、犀牛）狩獵之用。照門也是V型，但較寬大，並畫有白色參考線；準星是珠狀，塗成白色或金色。當目標距離很近且迅速移動時，準度已是次要，便可忽略照門，直接將準星對準目標，像霰彈槍一樣使用。如果有足夠時間瞄準，便可搭配照門使用，提高準度。
開放式照門有許多優點：常見、製作容易、使用簡單、質輕耐用，且不需電池。相對地，它並不是太準，也很難（或根本不能）調整，而且瞄準時須多花一些時間（鹿角式的特別慢，U型與V型則稍快一點，而其中最快的就是快瞄）。此外，開放式瞄具會遮蔽射手下半部的視線，加上人眼看出去的景深限制，此種瞄具無法給予射手絕佳且全面的視野。

## 覘孔式瞄具

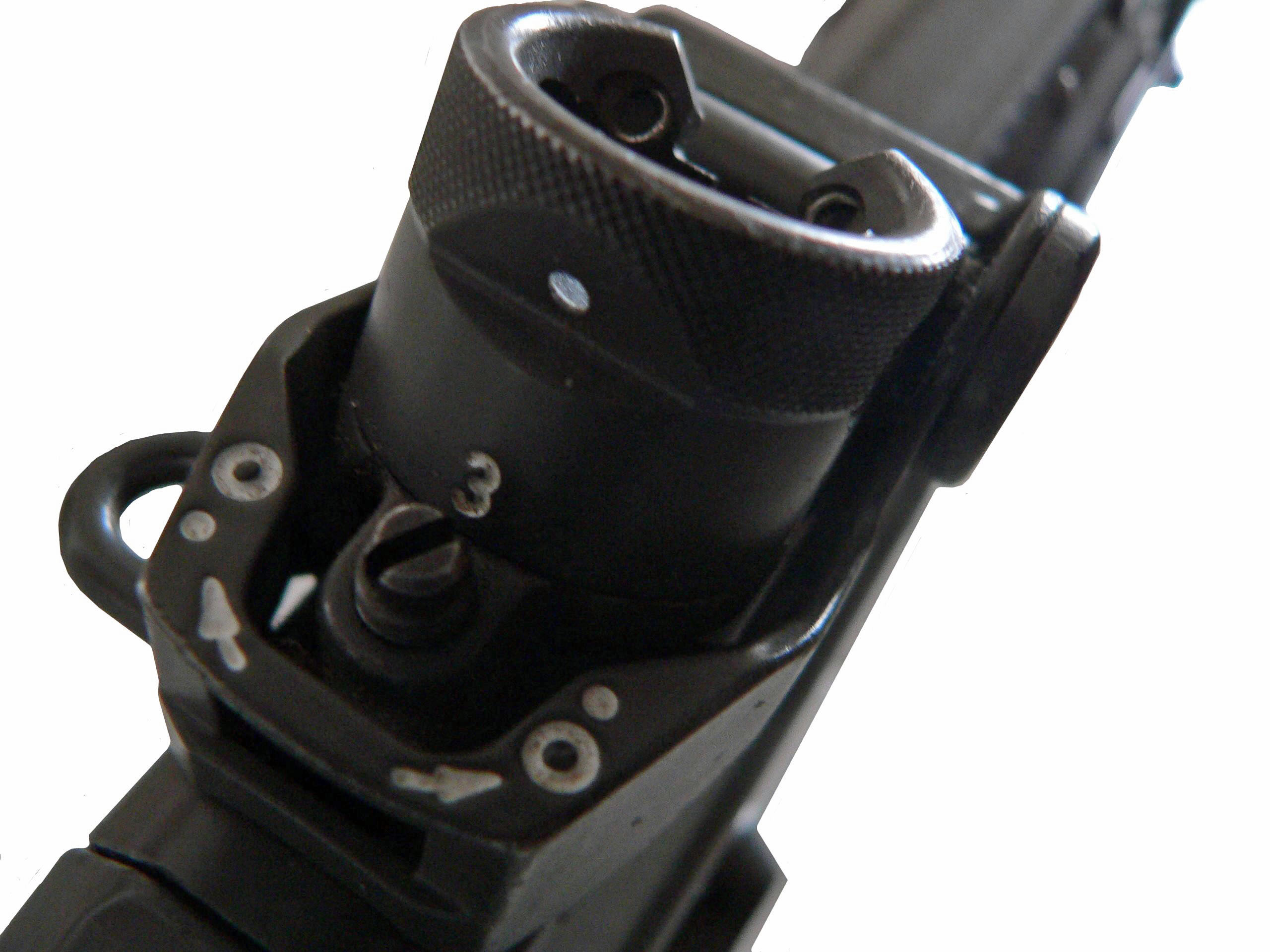
SIG SG 550突擊步槍的後部旋轉屈光度鼓式瞄準具，可看到“3”（表示 300 m 設置）上方的觀察孔徑

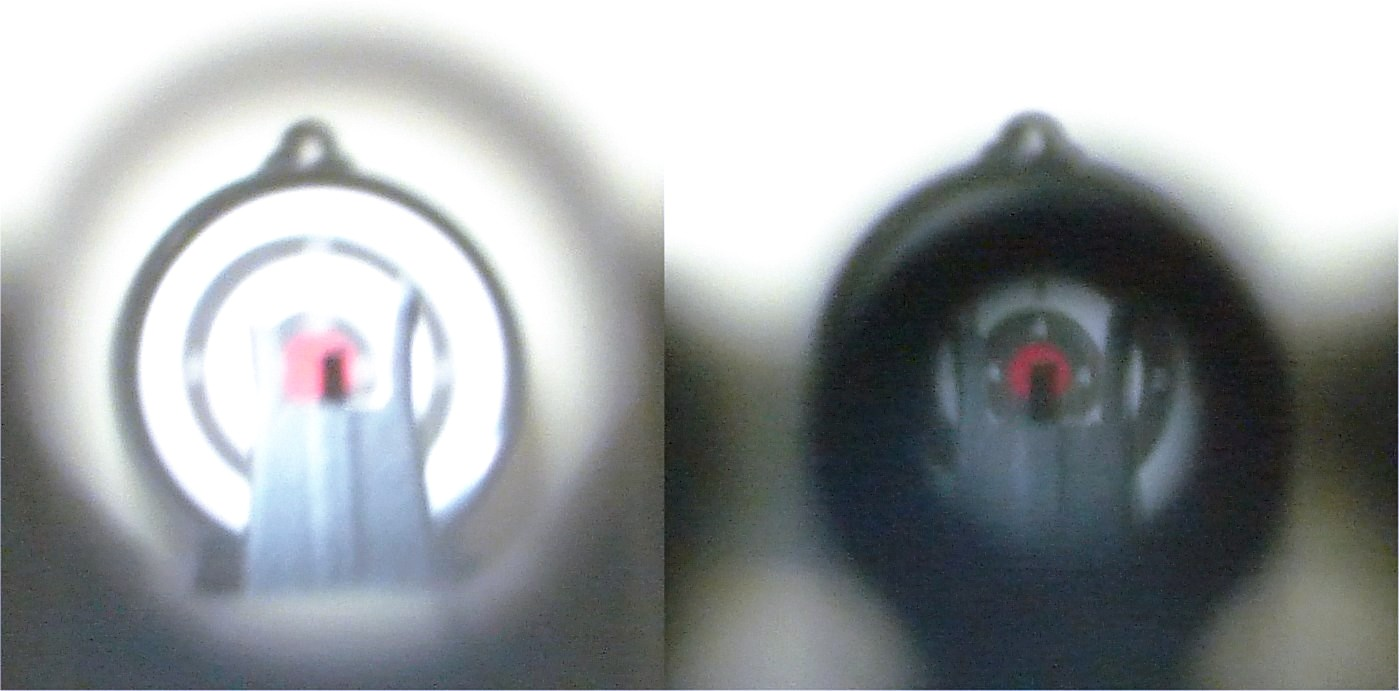
通過大（左）和小（右）直徑孔徑瞄準鏡在相同條件下拍攝的照片，相機聚焦在前視鏡上

覘孔式瞄具也有幾種不同形式。常見的「鬼環」（ghost ring）是利用薄壁圓環來瞄準目標，因圓環壁很薄，瞄準目標時圓環會失焦到幾乎看不見；「目標孔」（target aperture）則是在大圓盤（或其他遮蔽片）開一個小洞。一般來說，圓環壁越厚，瞄準越準確；圓環壁越薄，瞄準速度越快。
覘孔式瞄具的原理，是利用人眼會自然而把準星放在覘孔正中央的特性，達成瞄準的目的。此種瞄具常用在訓練與軍隊用槍上，例如M1加蘭德步槍、恩菲爾德步槍與M16槍系等等。覘孔在光線不足時相當有效，有些獵人需要厚重掩蔽時，也喜歡用這種瞄具。

### 鬼環
鬼環被認為是瞄準最迅速的瞄具。它夠準，使用簡單，而且在非光學瞄具裏遮蔽目標情況最輕微，因此鬼環總是裝在戰鬥霰彈槍與衝鋒槍上。鬼環是近代的創新發明，跟傳統覘孔式瞄具相比有較薄的照門與稍厚的準星。薄圓環減少遮蔽目標的情況，厚準星則更容易找得到。
鬼環也有長3到6公分的管狀形式，準星則裝置在管子的尾端，這種設計應用在槍管鼻端無法安裝準星的情況。這種鬼環使用起來較費事，因為射手得先聚焦在準星上，在把焦點移往目標。不過，若非得迅速瞄準不可，射手也可以直接透過管子，移動視野令目標處於正中間。

### 目標孔

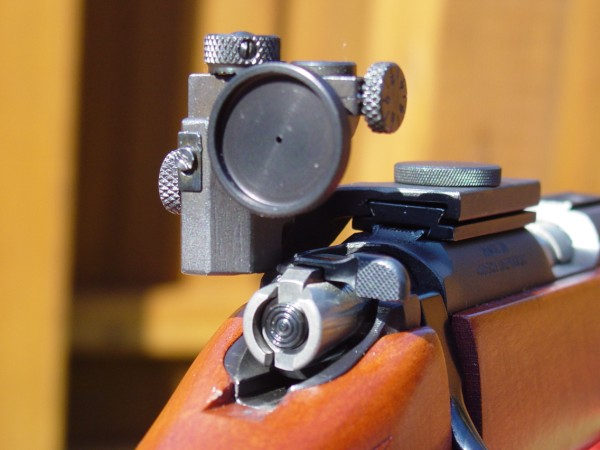
BRNO瞄準鏡的後孔徑，注意大圓盤和小孔徑

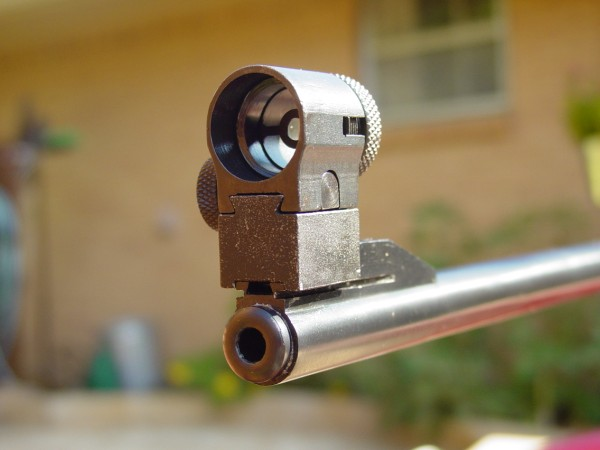
BRNO瞄準鏡的前校準儀，注意固定在可更換準星插件中的滾動螺母

“目標孔”是為了追求最高準度而設計的射擊瞄準設備，主要用於精密射擊項目，如奧運射擊或其他高級別比賽。它的照門（通常稱為diopter）由一個大圓盤構成，直徑約2.5公分，中央開有一個小孔，安裝在射手眼睛最近的位置。這個小孔設計的目的是將射手的視野集中在目標上，同時減少外界光線和干擾，提高瞄準的精確性。照門的孔口大小通常可調，可以依據不同的光線和環境條件來調整，以適應射手的需求。照門還可以加裝濾光片，用來調節光線，減少炫光或對比度過高的情況，以保護射手的視力，並增強目標的清晰度。
照門設有風偏與高程修正裝置，讓射手能夠精確地補償風力、距離及地形等外部因素的影響，使得射擊準確度大幅提升。在100公尺射程下，照門的精度可控制在2至4公厘的誤差範圍內，這種精度對於高級別的比賽非常重要。尤其在奧運等級的比賽中，競爭相當激烈，頂尖的參賽者往往需要在最後的10次射擊中連續拿滿分，才能保證勝利。這些修正裝置的精密度與穩定性直接影響射手在比賽中的表現，因而對於器材的設計和調整要求極高。
與照門搭配的準星種類多樣，射手可根據自己的習慣和比賽規則選擇不同形式的準星。簡單的圓珠式和立柱式是常見的設計，具有直接和快速瞄準的優點。而更精細的圓球式準星則帶有小圓筒和帽蓋，可以更換成不同形狀的準星，從而靈活應對各種目標需求。最普遍使用的是立柱配同心圓的組合，其中立柱置於中心，周圍有多層不同大小的同心圓環，射手可以根據目標的大小和距離，選擇最適合的圓環範圍來瞄準。這樣的設計能夠最大限度地減少瞄準時的視覺遮蔽，提升命中率。
此外，有些準星中心會安裝有色的透明塑膠片，其功能類似於不透光的瞄準環，主要目的是減少對目標的遮蔽，同時提供對比度，使瞄準過程更加精準。這些有色片還能起到濾光的效果，調整進入射手眼中的光線強度，以減少視覺疲勞，尤其在長時間的訓練和比賽中格外重要。這些細節設計的加成，使得目標孔和準星成為高精度射擊中不可或缺的核心部件，能有效幫助射手在激烈的競爭中脫穎而出。